# Marquesado de Escalona
El marquesado de Escalona es un título nobiliario español otorgado por el rey Carlos II el 12 de junio de 1679 a Íñigo de Acuña y Castro como recompensa por los servicios prestados a la Corona. La denominación del título hace referencia a la villa de Escalona del Prado, en la provincia de Segovia, que el primer titular había comprado a Pedro de la Cerda.

## Marqueses de Escalona
|                      | Titular                                        | Periodo              |
| Creado por Carlos II | Creado por Carlos II                           | Creado por Carlos II |
| -------------------- | ---------------------------------------------- | -------------------- |
| I                    | Iñigo de Acuña y Castro                        | 1679-1696            |
| II                   | Joaquín José de Acuña y Figueroa               | 1696-1736            |
| III                  | Juan Manuel de Acuña y Vázquez-Coronado        | 1736-1742            |
| IV                   | Francisco Xavier de Acuña y Prado              | 1742-1748            |
| V                    | Joaquín Ciro de Acuña y Prado                  | 1748-1795            |
| VI                   | Antonio María de Acuña y Fernández de Miranda  | 1795-1810            |
| VII                  | Manuel Lorenzo de Acuña y Fernández de Miranda | 1810-1824            |
| VIII                 | Manuel Antonio de Acuña y Dewitte              | 1824-1883            |
| IX                   | Ernesto de Heredia y Acuña                     | 1883-1926            |
| X                    | Manuel de Heredia y Carvajal                   | 1926-1940            |
| XI                   | Alonso de Heredia y del Rivero                 | 1940-1978            |
| XII                  | Alonso de Heredia y Albornoz                   | 1978-2017            |
| XIII                 | Isabel de Heredia y Díaz del Riguero           | 2019-actual titular  |

## Historia de los marqueses de Escalona
- Íñigo de Acuña y Castro (Burgos, 8 de julio de 1630-21 de junio de 1696), I marqués de Escalona, hijo de Juan Vázquez de Acuña (n. noviembre de 1592) y de su segunda esposa Mariana Francisca de Castro, señora de la Casa de Hinestrosa y de su torre.[1] Fue militar, Maestre de Campo, gentilhombre de cámara, mayordomo de la reina madre, Mariana de Austria y regidor de la ciudad de Burgos.

Contrajo matrimonio en Lima con María Serafina de Figueroa y Mendoza. Fue también hermano de Juan Vázquez de Acuña y Bejarano, I marqués de Casa Fuerte quien no tuvo descendencia y legó parte de sus bienes y su título marquesal a su sobrino, hijo de Íñigo, que sucedió a su padre en el marquesado de Escalona.
- Joaquín José de Acuña y Figueroa (Lima, 20 de marzo de 1662-Madrid, 6 de octubre de 1736),[1] II marqués de Escalona y II marqués de Casa Fuerte.[2]

Casó en primeras nupcias con  Isabel Vázquez de Coronado y, después de enviudar, contrajo matrimonio con Isabel de Losada Rodríguez de Ledesma. Le sucedió su hijo del primer matrimonio;
- Juan Manuel de Acuña y Vázquez-Coronado (Madrid, 26 de mayo de 1695-30 de octubre de 1742),[3] III marqués de Escalona,[4]  III marqués de Casa Fuerte y VIII señor de la Torre y Casa Fuerte de Henestrosa.[4]

Casó en Madrid, el 26 de mayo de 1695, con María Micaela de Prado Enríquez Ronquillo Briceño, marquesa de Prado desde 1746 y VII Condado de Obedos|condesa de Obedos, hija de Fernando de Prado y Luna, I marqués de Prado y V conde de Obedos, y de Ángela Manuela Ronquillo Briaño, II marquesa de Villanueva de las Torres, V condesa de las Torres, V condesa de Gramedo y vizcondesa de la Villa de Farbón. Después de enviudar, María Micaela casó en segundas nupcias en 1751 con Joaquín Ponce de León y de la Cueva. Le sucedió su hijo;
- Francisco Xavier de Acuña y Prado (m. 1748), IV marqués de Escalona[4] y IV marqués de Casa Fuerte.[4]

Falleció con veintiún años sin descendencia y le sucedió su hermano;
- Joaquín Ciro de Acuña y Prado (Madrid, 28 de febrero de 1738-Madrid, 15 de junio de 1795), V marqués de Escalona,[5][6] V marqués de Casa Fuerte, V marqués de Prado,[3][6] IV marqués de Villanueva de las Torres, VIII conde de Obedos y VII conde de Gramedo.[6]

Contrajo un primer matrimonio con María Josefa Gayoso de los Cobos Sarmiento (m. Madrid, 1764), hija de Fernando Gayoso Arias Ozores López de Lemos, VII conde de Amarante y II marqués das Penas y la Mota,  María Josefa Sarmiento de los Cobos Bolaños Castro.. Sin descendencia.
Volvió a casar, en Madrid (San Sebastián), el 23 de julio de 1765, con María Cayetana Fernández de Miranda Villacís (Madrid, 24 de mayo de 1743-25 de agosto de 1817), hija de Sancho Fernández de Miranda Ponce de León, IV marqués de Valdecarzana, y de su esposa Ana Catalina de Villacís y de la Cueva. Le sucedió su hijo del segundo matrimonio;
- Antonio María de Acuña y Fernández de Miranda (Madrid, 30 de marzo de 1766-Lucena, 26 de marzo de 1810),[3], VI marqués de Escalona,[6][10] VI marqués de Casa Fuerte,[11] IX marqués de Bedmar, grande de España desde el 22 de enero de 1799,[12] VII marqués de Prado, VI marqués de Villanueva de las Torres y X conde de Obedos.[11]

Casó, el 22 de diciembre de 1799, con Rosa María de Carvajal Manrique de Lara (Lima, ca. 1765-17 de enero de 1840) de quien no hubo descendencia. Le sucedió su hermano;
- Manuel Lorenzo de Acuña y Fernández de Miranda (baut. Madrid (San Martín), 10 de agosto de 1767-24 de marzo de 1824),[12][13] VII marqués de Escalona,[9][11] VII marqués de Casa Fuerte, XII y último señor de Bedmar,[10] X marqués de Bedmar, grande de España,[12] VII marqués de Villanueva de las Torres, VIII marqués de Prado[13] X conde de Obedos, VIII conde de Gramedo,[10] y VII marqués de Casa Fuerte.[11]

Casó, el 16 de septiembre de 1805, con María Antonia Dewitte Rodríguez de Alburquerque. (m. 22 de marzo de 1837). Tuvieron dos hijos, Manuel, que sucedió en el título, y María Cayetana de Acuña Dewitte, IX marquesa de Villanueva de las Torres en 1837 por cesión de su hermano. María Cayetana se casó en 1836 con Gonzalo de Heredia y Begines de los Ríos, hijo de Narciso Fernández de Heredia, I conde de Heredia-Spínola.  El hijo de este matrimonio, Ernesto Fernández de Heredia y Acuña, heredó a su tío, Manuel Antonio de Acuña Dewitte quien no tuvo descendencia.
- Manuel Antonio de Acuña y Dewitte (Madrid, 22 de mayo de 1821-Madrid, 16 de mayo de 1883),[15][10] VIII marqués de Escalona,[11] VIII marqués de Casa Fuerte,  XI marqués de Bedmar, grande de España,[12] marqués de Villanueva de las Torres (título que cedió a su hermana María Cayetana),[6] conde de Obedos, conde de Gramedo y vizconde de Villar de Farfán.[16]

Contrajo matrimonio, en París el 23 de noviembre de 1842, con Lucía Palladi Calimachi (m. 1860). Después contrajo un segundo matrimonio en Madrid el 15 de abril de 1861 con Catalina de Montufar y García Infante. Sucedió su sobrino, hijo de María Cayetana de Acuña y Dewitt, IX marquesa de Villanueva de las Torres, y de Gonzalo Heredia y Begines de los Ríos:
- Ernesto de Heredia y Acuña (Madrid, 1839-Madrid, 31 de marzo de 1926) IX marqués de Escalona,[17] XII marqués de Bedmar, grande de España,[12] IX marqués de Prado, X marqués de Villanueva de las Torres, Maestrante de Sevilla y gentilhombre de cámara con ejercicio y servidumbre.[11]

Casó, en Ávila en 1866, con Isabel Cristina de Carvajal y Fernández de Córdoba. Le sucedió su hijo;
- Manuel de Heredia y Carvajal (baut. Madrid, 11 de abril de 1869-14 de julio de 1940 ), X marqués de Escalona,[11] XIII marqués de Bedmar, grande de España,[12] X marqués de Prado, XI marqués de Villanueva de las Torres y maestrante de Sevilla.[11]

Contrajo matrimonio, en Madrid el 20 de junio de 1895, con Elena del Rivero y Miranda (n. Madrid, 25 de mayo de 1877), hija de los condes de Limpias. Le sucedió su hijo;
- Alonso de Heredia y del Rivero (baut. en Limpias, 10 de septiembre de 1898-30 de octubre de 1983),[12] XI marqués de Escalona,[11] XIV marqués de Bedmar, grande de España,[12] XI marqués de Prado, XIV conde de Obedos,  XII conde de Gramedo, XI conde de Montalvo y XI marqués de Casa Fuerte.[12]

Contrajo matrimonio, en Córdoba el 10 de octubre de 1923, con Isabel de Albornoz Martel Portocarrero y Arteaga (m. Córdoba, 1 de noviembre de 1989). En 1978, por distribución, le sucedió su hijo;
- Alonso de Heredia y Albornoz (Madrid, 18 de octubre de 1923-Madrid, 14 de noviembre de 2017),  XII marqués de Escalona desde 1978.[11][19]

Contrajo matrimonio con Blanca Díaz del Riguero y Díaz de Bustamante.< Le sucedió su hija;
- Isabel de Heredia y Díaz del Riguero, XIII marquesa de Escalona.[20][21]

Casó con Manuel María Romero de Lecea y Rovira.